# Grand Terrace
Grand Terrace est une municipalité américaine du comté de San Bernardino, en Californie. Sa population était de 12 040 habitants au recensement de 2010[réf. nécessaire].

## Démographie
| 1970  | 1980  | 1990   | 2000   | 2010   | - |
| ----- | ----- | ------ | ------ | ------ | - |
| 5 901 | 8 498 | 10 946 | 11 626 | 12 040 | - |